# Cruz de Agadez

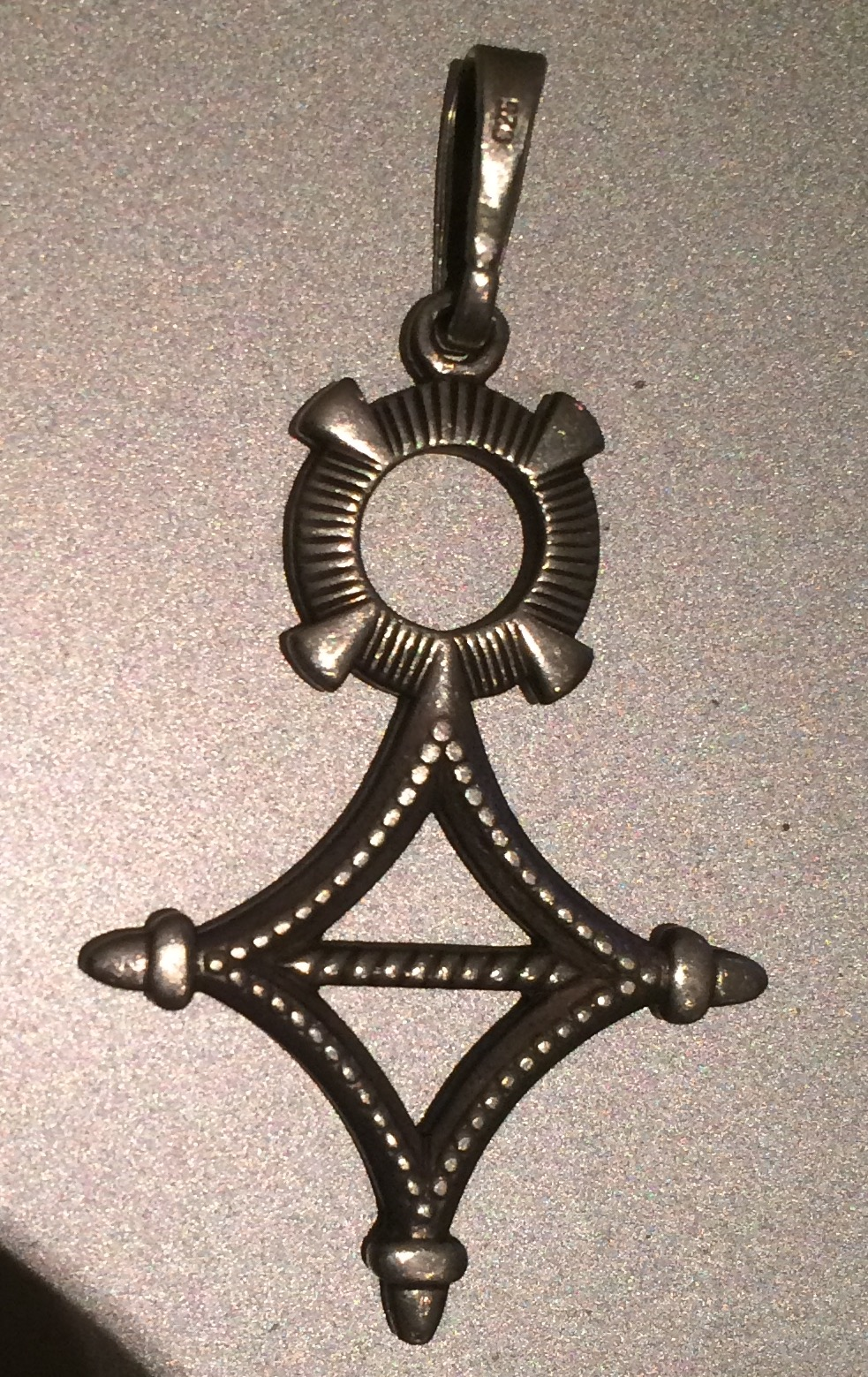
Cruz de Agadez

La Cruz de Agadez (también Cruz de Agadés) es el ejemplo más popular de una categoría de joyas amaziges saharianas elaboradas especialmente por los tuaregs, un pueblo amazig del Sahara, conocidas con el nombre de Cruz del Sur Tuareg, Cruz Tuareg e incluso brújula del desierto bereber. Solo unas pocas de estas piezas se parecen realmente a una cruz. La mayoría son colgantes de formas variadas, que se asemejan a una cruz (tanaghilt) o a una placa o escudo (talhakim). Si bien los primeros colgantes se hacían de piedra o cobre, ahora los herreros suelen utilizar plata y el proceso de fundición a la " cera perdida ", sin martillar nunca el metal.

## Denominación
Estas cruces suelen denominarse tanaghilt (tanaɣilt), un tipo de cruz, o tasagalt, que significa "fundida en un molde". Las joyas de piedras blandas y las talladas en placas de cobre, aluminio u otro metal suelen denominarse talhakim, término utilizado para las joyas con forma de placa o escudo.
Un nombre tamashek alternativo para los colgantes en general es zakkat. El término hausa kaulé también está muy extendido en el Sahel.
Existen veintiún diseños de cruces tuareg, cuyos nombres aluden a ciudades, pueblos o tribus de Níger.
La Cruz de Agadez es el diseño más conocido y la mayoría de los autores lo reconocen como el símbolo original y principal que da origen al resto. Otros modelos básicos son la Cruz Iferouane o Tariselt, la Cruz de Tahoua, la Cruz de Zinder y la Cruz In Gall. Los demás diseños son variantes de las originales influenciadas por otras culturas

## Uso
El uso actual de tanaghilt y talhakim está restringido a unas pocas tribus tuaregs, los Kel Aïr y los Kel Geress y a grupos étnicos no tuaregs que los han adoptado y viven en la región de Agadez y las llanuras al sur del Ihrazer, como los Peul, los Hawsa y los Goberfdawa. Estas joyas son raras y casi ignoradas por los demás tuaregs. Como adornos, se cuelgan del cuello o, sobre todo en el caso de los tanaγilt, sujetos a los velos femeninos, en la frente, pero invertidos, es decir, con la punta hacia arriba.
La estructura principal de cada cruz tuareg, indica los cuatro puntos cardinales (Norte, Sur, Este y Oeste) y sirve a los nómadas para orientarse en el desierto del Sáhara.
También son talismanes contra el mal de ojo. En sus formas o en su decoración aparecen elementos triangulares que son la representación estilizada del ojo apotropaico u ojo turco.

## Significado
Cuando se pregunta a los propietarios por su valor simbólico, las respuestas suelen ser vagas. Algunos le atribuyen la función de un grisgrís o un "depósito de riqueza". Los etnólogos Germaine Dieterlen y Ziedonis Ligers han identificado situaciones en las que el padre habría regalado la joya a su hijo en la edad de virilidad, matrimonio y nomadismo, diciéndole: “Hijo mío, te doy las cuatro direcciones del mundo, porque nadie sabe dónde irás a morir".
Una leyenda popular tuareg cuenta que un joven guerrero nómada quería declarar su amor a la joven de su corazón, pero ella estaba encerrada en su casa y por tanto inaccesible a sus mensajes. En aquella época, el herrero de la aldea desempeñaba un papel muy importante en la sociedad tuareg puesto que fabricaba utensilios de cocina, mecanizaba todas las piezas de metal y diseñaba las joyas de las mujeres.  Como tal, tenía derecho a entrar en cualquier familia con la que comerciara. El joven hizo forjar una joya que combinaba las dos sílabas de la palabra tamashek "T(a)R(a)" ("tara" significado "amor"  y se escribe “ⵜⵔ" en alfabeto tifinagh ) y confió al herrero la tarea de transmitir el mensaje de amor a su amada con la mayor discreción.